# Campionat britànic de motocròs 1977
La temporada de 1977 del Campionat britànic de motocròs fou la 26a edició d'aquest campionat, organitzat per l'ACU.

## Classificació final

### Open
| Posició | Pilot         | Motocicleta | Punts |
| ------- | ------------- | ----------- | ----- |
| 1       | Graham Noyce  | Maico       | 142   |
| 2       | Andy Roberton | Montesa     | 94    |
| 3       | Neil Hudson   | Maico       | 82    |
| 4       | Bob Wright    | CCM         | 67    |
| 5       | Geoff Mayes   | Kawasaki    | 43    |
| 6       | John Banks    | CCM         | 40    |
| 7       | Vic Allan     | Husqvarna   | 40    |
| 8       | Bryan Wade    | Suzuki      | 40    |
| 9       | Dave Tomasik  | KTM         | 39    |
| 10      | Stuart Nunn   | Yamaha      | 34    |